# Nengke (sockenhuvudort i Kina, Qinghai Sheng, lat 35,87, long 101,96)
Nengke (kinesiska: 能科, 能科乡, 麻尼多楞) är en sockenhuvudort i Kina. Den ligger i provinsen Qinghai, i den nordvästra delen av landet, omkring 86 kilometer söder om provinshuvudstaden Xining. Antalet invånare är 1 976. Befolkningen består av 949 kvinnor och 1 027 män. Barn under 15 år utgör 21,0 %, vuxna 15-64 år 70 %, och äldre över 65 år 8,0 %.
Runt Nengke är det ganska glesbefolkat, med 42 invånare per kvadratkilometer. Närmaste större samhälle är Magitang, 9,5 km nordost om Nengke. Trakten runt Nengke består i huvudsak av gräsmarker.
Genomsnittlig årsnederbörd är 574 millimeter. Den regnigaste månaden är juli, med i genomsnitt 144 mm nederbörd, och den torraste är december, med 2 mm nederbörd.